# Lijst van webservers
Hieronder staat een lijst van webservers.
- AOLserver van America Online
- Apache van Apache Software Foundation
- Caudium (voorheen bekend als Roxen)
- Cherokee, een nieuwe snelle opensourcewebserver in ontwikkeling
- Domino van IBM Lotus
- Google Front End / Google Web Server: gebruikt op onder andere Blogger
- Hiawatha, voor veiligheid, snelheid en eenvoud.
- HTTP File Server, bedoeld voor bestandsdeling
- HTTP Server van BugHunter
- Internet Information Services (IIS) van Microsoft
- lighttpd, een lichtgewicht opensourcewebserver
- Microsoft Personal Web Server (onderdeel van Windows 95 en 98)
- NCSA HTTPd, een van de eerste webservers
- nginx
- Stronghold van Red Hat (wordt niet langer ondersteund)
- Sun ONE van Sun Microsystems (voorheen Netscapes iPlanet / Enterprise)
- Tornado (webserver), Apache-licentie 2.0
- thttpd van ACME Laboratories
- Uniform server, standalone webserver
- WebSTAR van 4D, Inc.
- Xitami (open source)
- Zeus Web Server van Zeus Technology
- Zope (opensource-applicatieserver, geschreven in Python)